# 5167 Joeharms
5167 Joeharms (1985 GU1) là một tiểu hành tinh vành đai chính được phát hiện ngày 11 tháng 4 năm 1985 bởi C. S. Shoemaker ở Palomar.